# أموريون
الأموريون أو العموريون أو العمورو وباللغة السومرية المارتو، مجموعة ساميون تشير أقدم المصادر المسمارية إلى أنهم بدؤوا منذ نهاية الألف الثالث ق.م. بالانتشار في حواضر بلاد ما بين النهرين وبلاد الشام على شكل موجات، من مناطق البادية العربية.
وقد أطلق عليهم اسم مارتو في اللغة السومرية وأمورو في زمن الدولة الأكادية ببلاد الرافدين الذين أشاروا إلى جهة الغرب بكلمة «أمورو» بمعنى أن الأموريين سكنوا غرب بلاد الرافدين. وقد ورد ذكر الأموريين في المدونات القديمة في الألف الثالث قبل الميلاد، وهناك دلائل تشير إلى ازدياد عددهم واشتداد خطرهم على بلاد بابل في الألف الثالث قبل الميلاد، منها أن الملك «شوسين» ملك أور، أقام سوراً دفاعياً ليحمي البلاد من هجماتهم، وقد كان الأموريون في نظر سكان بلاد ما بين النهرين أقواماً بدوية غير مستقرة تتصف بخشونة الطبع، وقد وصفته أسطورة سومرية الإله «مارتو» رب الأموريون: «إن السلاح رفيقه ولا يثني الركبة (لا يخضع) ويأكل اللحم نيئاً ولا يمتلك بيتاً طوال حياته ولا يدفن في قبر بعد موته».
كما عُرفوا بأسمائهم المميزة والتي افترضت من خلالها اللغة الأمورية
ذكروا عند الإخباريين بالعربية باسم العماليق اعتماداً على ماورد في التناخ.

## تاريخ الأموريين السياسي

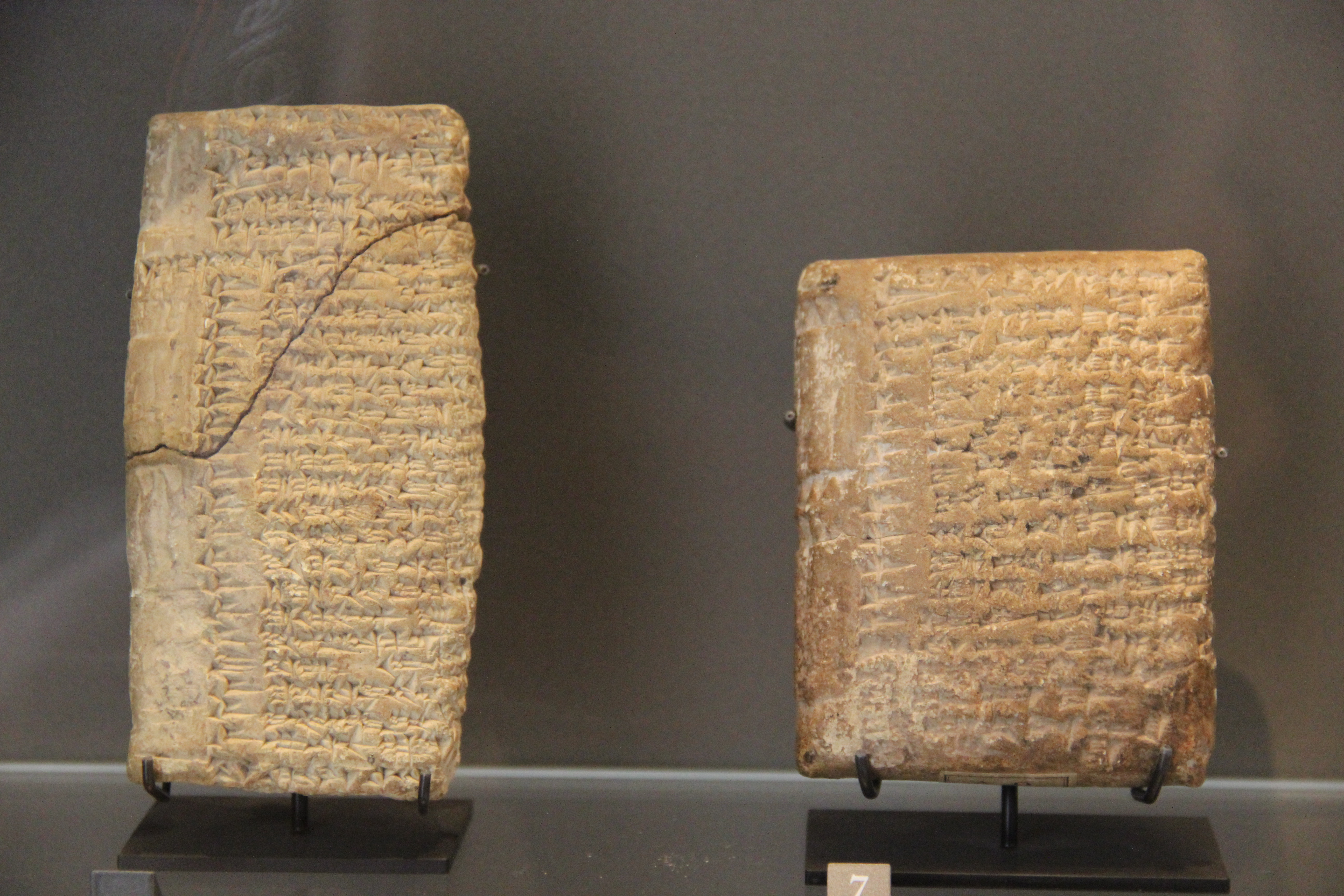
ألواح طينية عليها نصوص بالكتابة المسمارية يعود تاريخها إلى مملكة ماري الأمورية في النصف الأول من الألفية الثانية قبل الميلاد.

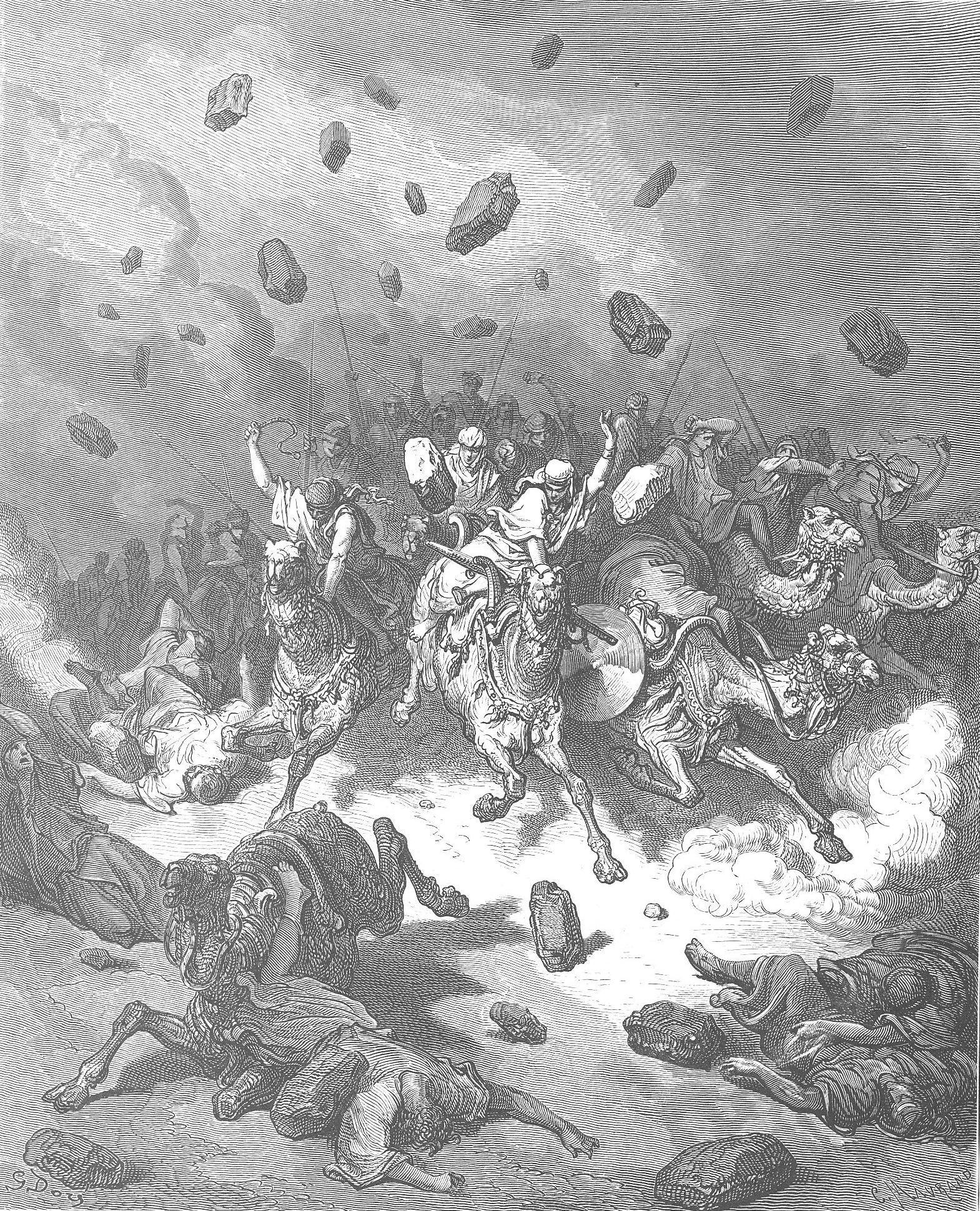
لوحة تدمير جيش الأموريين لغوستاف دوريه

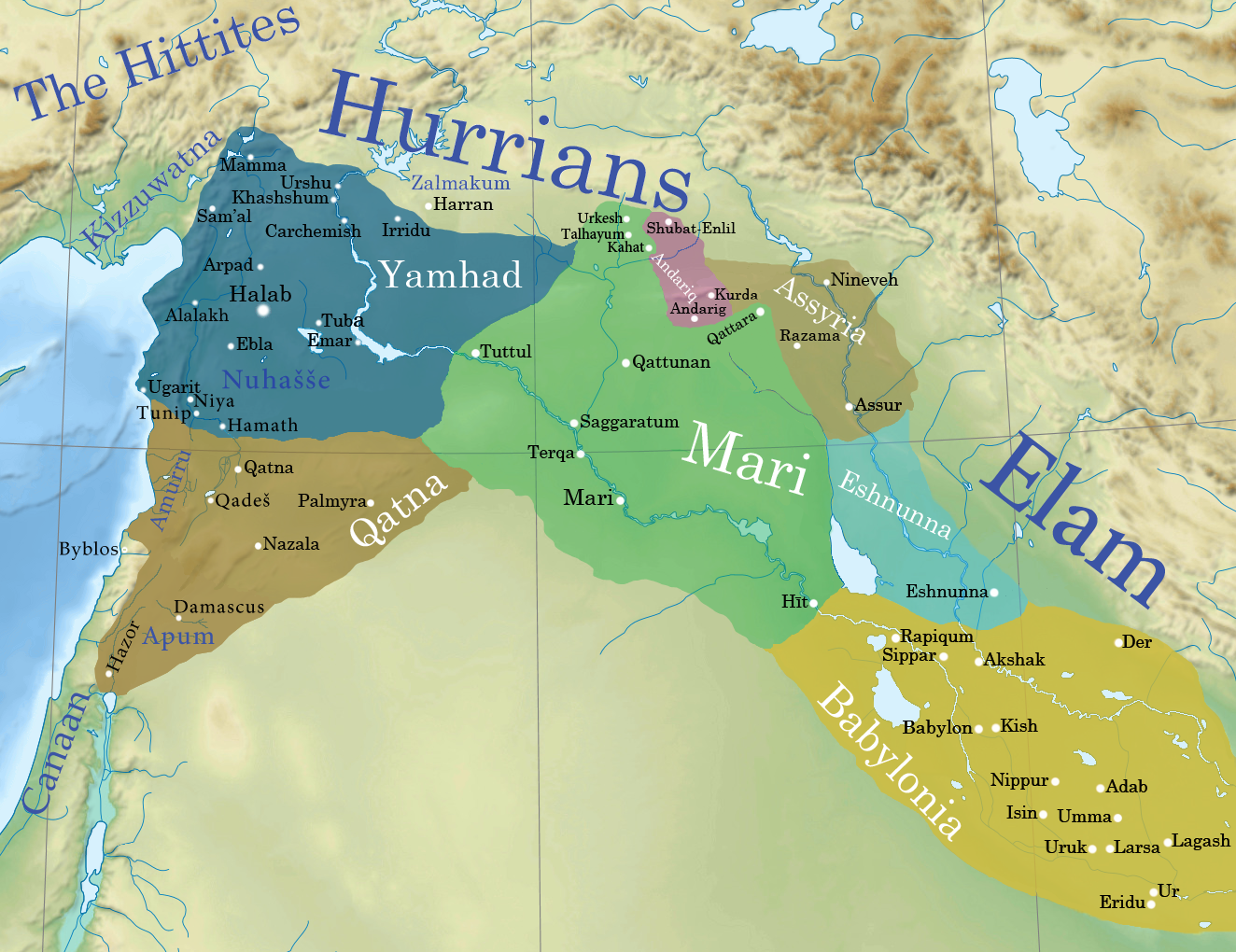
خريطة توضح الدويلات والممالك التي حكمها الأموريين قرابة عام 1764 قبل الميلاد وتشمل مملكة يمحاض، ومملكة قطنا، ومملكة ماري، ومملكة أندريج، ومملكة بابل ومملكة أشنونة، ومملكة آشور

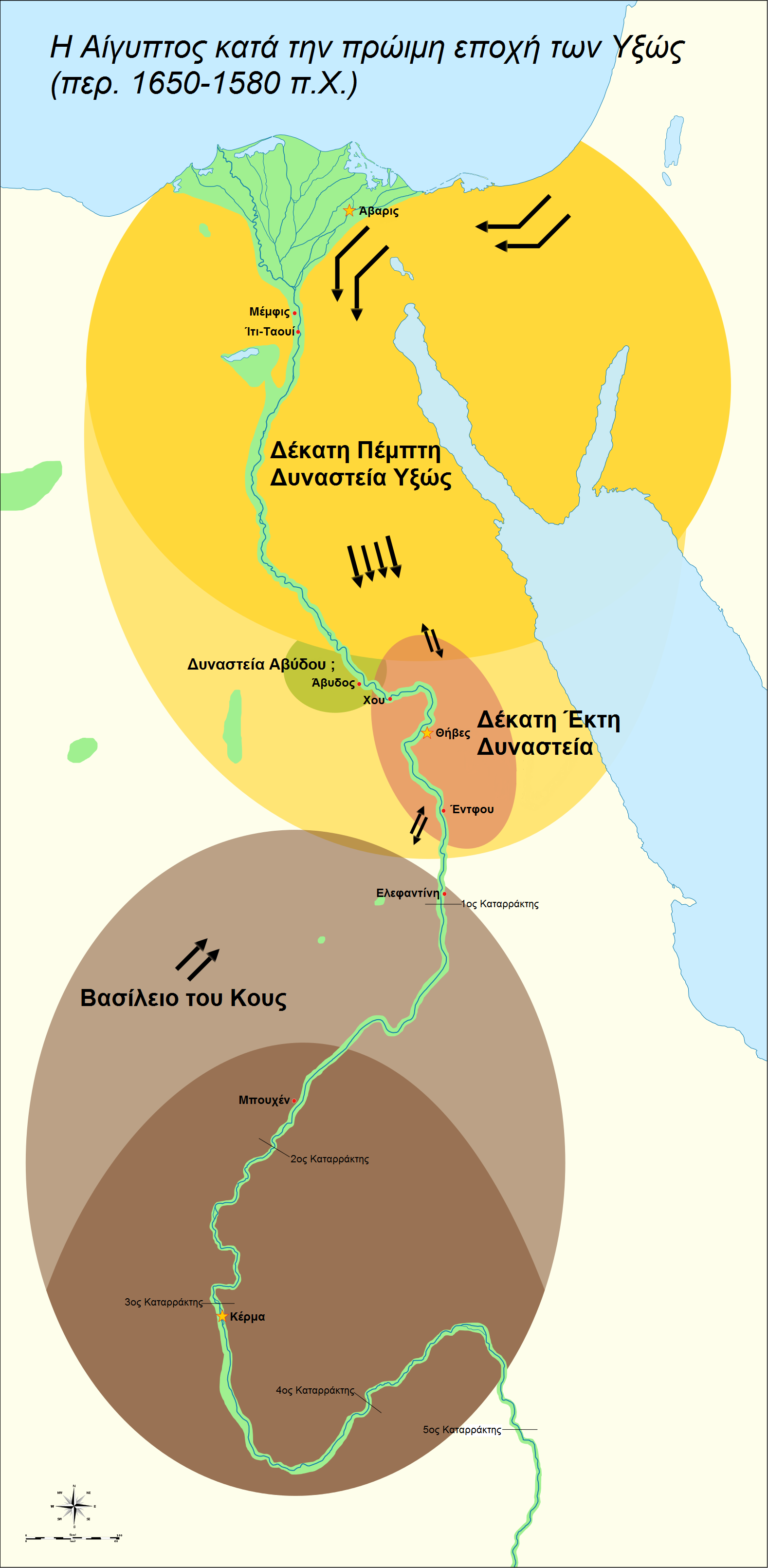
كانت الأسرة الخامسة عشرة التي حكمت مصر من الهكسوس، وهم قبائل أمورية

## حضارة الأموريون

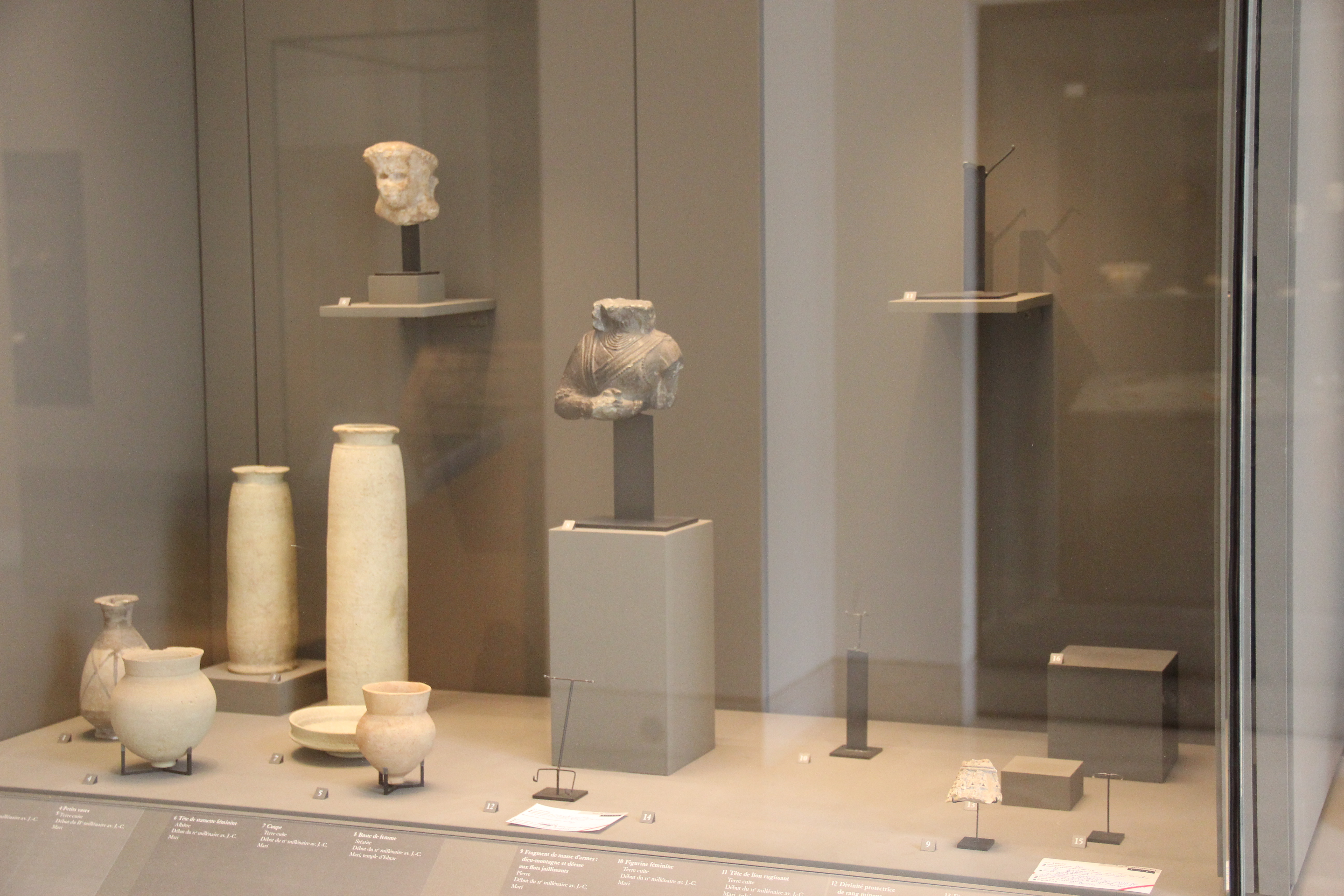
قطع أثرية من بقايا مملكة ماري الأمورية يعود تاريخها للنصف الأول من الألفية الثانية قبل الميلاد

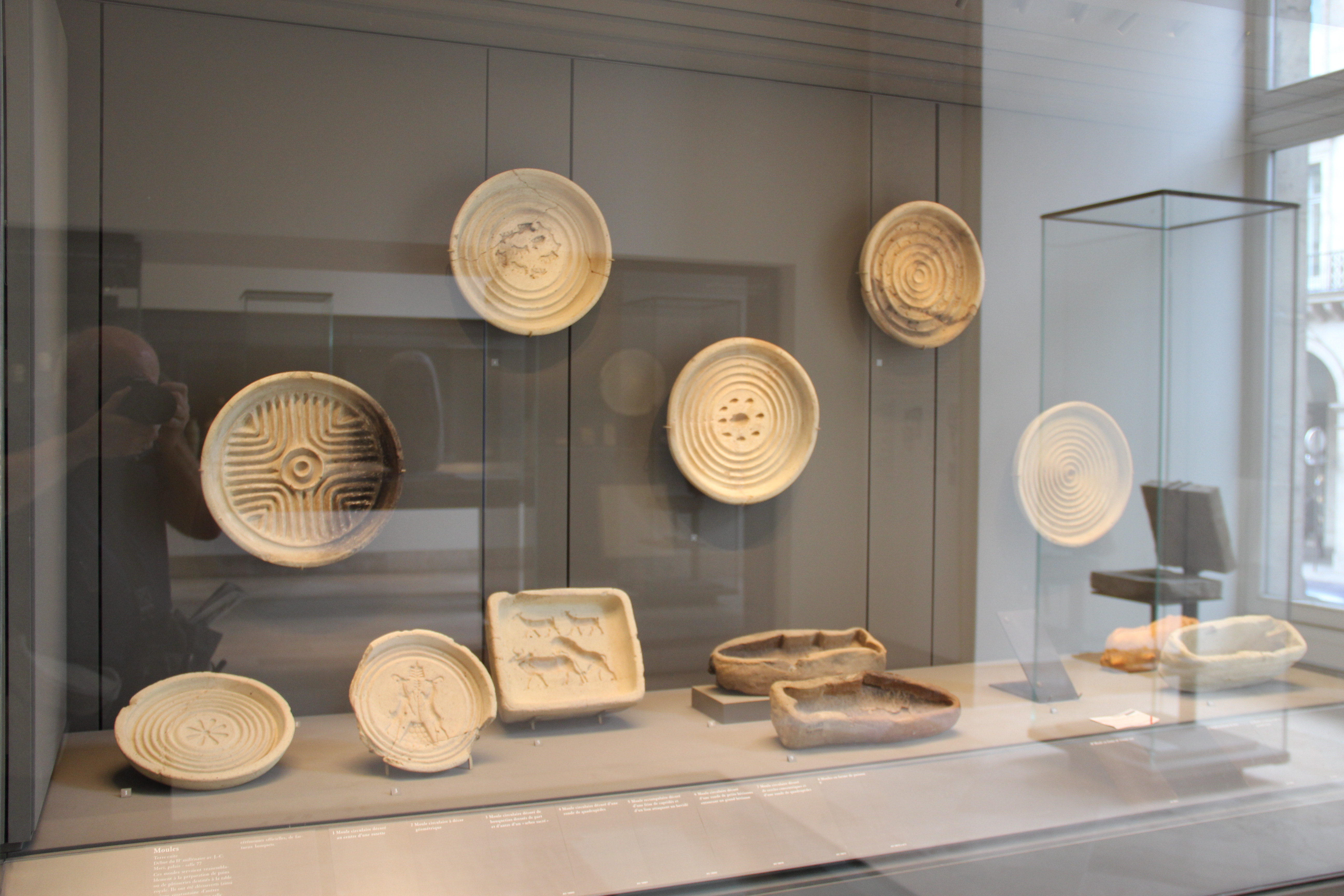
قطع أثرية من بقايا مملكة ماري الأمورية يعود تاريخها للنصف الأول من الألفية الثانية قبل الميلاد